# Mirowice (województwo mazowieckie)
Mirowice – wieś w Polsce położona w województwie mazowieckim, w powiecie grójeckim, w gminie Grójec.
Administracyjnie na terenie wsi utworzono dwa sołectwa Mirowice-Parcela i Mirowice-Wieś.
W latach 1975–1998 miejscowość administracyjnie należała do województwa radomskiego.
Przez wieś przebiega droga wojewódzka nr 722.